# Tom Weiskopf
Thomas Daniel "Tom" Weiskopf, född 9 november 1942 i Massillon, Ohio, död 20 augusti 2022 i Big Sky i Gallatin County, Montana, var en amerikansk golfspelare som hade sina största framgångar i mitten av 1970-talet.
Weiskopf studerade på Ohio State University och blev professionell 1964. Hans första seger på den amerikanska PGA-touren kom i tävlingen Andy-Williams-San Diego Open 1968 och därefter följde ytterligare 15 segrar fram till 1982.
Hans bästa säsong under karriären var 1973 då han vann sju tävlingar inklusive majortävlingen The Open Championship på Royal Troon. Detta blev hans enda majorseger men han blev tvåa fyra gånger i The Masters Tournament och i 1976 års US Open. Han spelade för det amerikanska Ryder Cup-laget 1973 och 1975 och i World Cup of Golf 1972.
Weiskopf kom med på Senior PGA Tour (numera Champions Tour) 1992 där han vann flera tävlingar inklusive en senior major, 1995 års U.S. Senior Open.  
Weiskopf drev ett banarkitektföretag och var med och designade omkring 40 golfbanor runt om i världen, bland annat Loch Lomond som är banan där Scottish Open spelas. Han arbetade även som expertkommentator på CBS Sports.

## Meriter

### Majorsegrar
- 1973 The Open Championship

### PGA-segrar
- 1968 Andy Williams-San Diego Open, Buick Open
- 1971 Kemper Open, IVB-Philadelphia Classic
- 1972 Jackie Gleason's Inverrary Classic
- 1973 Colonial National Invitation, Kemper Open, IVB-Philadelphia Classic, Canadian Open
- 1975 Greater Greensboro Open, Canadian Open
- 1977 Kemper Open
- 1978 Doral-Eastern Open
- 1981 LaJet Classic
- 1982 Western Open

### Segrar på Champions Tour
- 1993 Chrysler Cup
- 1994 Franklin Quest Championship
- 1995 U.S. Senior Open
- 1996 SBC Dominion Classic, Pittsburgh Senior Classic

Senior majors visas i fet stil.

### Övriga segrar
- 1963 Western Amateur
- 1972 Piccadilly World Match Play
- 1973 World Series of Golf, South African PGA
- 1979 Argentine Open
- 1981 Benson & Hedges International
- 1982 Jerry Ford Invitational